# Герман Денис Вадимович
Денис Вадимович Герман (нар. 8 вересня 1981, Дніпро) — український економіст, політик. Народний депутат України IX скликання. Член Комітету Верховної Ради з питань бюджету, голова підкомітету з питань сучасних інформаційних технологій та інновацій у бюджетному процесі.

## Життєпис
Денис Герман народився 8 вересня 1981 року в місті Дніпро.
У 2003 році Денис Герман закінчив Національну металургійну академію України за спеціальністю «Теплоенергетика». Другу вищу освіту Герман отримав там само з 2002 по 2004 рік за спеціальністю «Облік та Аудит». Також закінчив Національний університет «Києво-Могилянська академія» за спеціальністю «Менеджмент підприємств» та Києво-Могилянську бізнес-школу.  Магістр з бізнес-адміністрування (MBA).
Директор ТОВ «Альфа-Косметикс», власник ТОВ «Стиль Д», яке у 2015 році перевірялось СБУ у справі про фінансування тероризму. До 2017 року обіймав посаду генерального директора мережі магазинів ProStor. Раніше працював на посаді директора з економіки та фінансів «UBC Group», а також в корпорації «Авіто» в Дніпрі та «Глобал Лоджик Солюшнс» в Харкові. Директор ТОВ "Герман консалтинг" та ТОВ “Стиль Д”.
У 2019 році Герман був обраний Народним депутатом України на одномандатному виборчому окрузі № 35 (Нікополь, Покров, Нікопольський район) від партії «Слуга народу». На час виборів: директор ТОВ «Альфа-Косметикс», безпартійний. Проживає в Дніпрі.
Співголова групи з міжпарламентських зв'язків з Республікою Словенія.
22 липня 2025 року голосував за закон України 12414 який був ухвалений з порушенням Регламенту Верховної Ради України та підпорядкував НАБУ та САП Генеральному прокурору і викликав масові протести. 